# Andrea Genest
Andrea Genest (geboren 1970 in Berlin) ist eine deutsche Politikwissenschaftlerin und Leiterin der internationalen Gedenkstätte Ravensbrück sowie Stellvertreterin des Direktors der Stiftung Brandenburgische Gedenkstätten.

## Leben und Wirken
Andrea Genest studierte Politikwissenschaft und Germanistik an der Freien Universität Berlin und erhielt 1999 ihr Diplom in Politikwissenschaften. 1991 leistete Genest im Rahmen der Aktion Sühnezeichen einen Friedensdienst in der Jugendbegegnungsstätte Auschwitz. Darauf folgte eine Stelle als Mitarbeiterin in der Gedenkstätte Auschwitz-Birkenau. Im Zeitraum von 1999 bis 2005 war sie wissenschaftliche Mitarbeiterin an der Forschungsstelle Widerstandsgeschichte der FU-Berlin und in der Gedenkstätte Deutscher Widerstand. Sie wurde 2005 mit einer Arbeit zum Thema Die Krise von 1968 in der Bewertung der polnischen Opposition: Ereignisse und Rezeption vor und nach dem Systemwechsel 1989 promoviert. Anschließend war sie wissenschaftliche Mitarbeiterin am Leibniz-Zentrum; Zentrum für Zeithistorische Forschung in Potsdam (2005–2009), in der Gedenkstätte Ravensbrück (2010) und in der Gedenkstätte Lager Sandbostel (2011–2013). Von 2013 bis 2016 war sie in der Erinnerungsstätte Notaufnahmelager Marienfelde und von 2017 bis 2020 beim Dokumentationszentrum NS-Zwangsarbeit in Berlin-Schöneweide tätig.
Andrea Genest übernahm ab 2020 die Leitung der Gedenkstätte Ravensbrück von Insa Eschebach und wurde zudem Stellvertreterin des Stiftungsdirektors der Brandenburgischen Gedenkstätten Axel Drecoll.

### Forschungsschwerpunkte
Am Otto-Suhr-Institut für Politikwissenschaft der Freien Universität Berlin und am Leibniz-Zentrum für Zeithistorische Forschung in Potsdam forschte sie zu Themen der polnischen Zeitgeschichte sowie zur Erinnerungskultur in Europa.

## Publikationen (Auswahl)
Herausgeberschaften
- Die Krise von 1968 in der Bewertung der polnischen Opposition: Ereignisse und Rezeption vor und nach dem Systemwechsel 1989. Freie Universität Berlin 2005
- Damit die Welt es erfährt ... : illegale Dokumente polnischer Häftlinge aus dem Konzentrationslager Ravensbrück. aus dem Polnischen übersetzt Inge Gerlinghoff und Barbara Lubos-Kroll Metropol Verlag, Berlin 2015, ISBN 978-3-86331-235-0.
- mit Insa Eschebach: Ich habe nie eine Heldin aus mir gemacht. die Ravensbrück-Überlebende Alicja Gawlikowska-Świerczyńska im Gespräch mit Dariusz Zaborek. aus dem Polnischen übersetzt von Ulrike Bischof Metropol Verlag, Berlin 2017, ISBN 978-3-86331-334-0.

Beiträge
- Sandbostel – ein sperriger Erinnerungsort. In: Katharina Hochmuth, Henryk Bispink (Hrsg.): Flüchtlingslager im Nachkriegsdeutschland. Ch. Links Verlag Berlin 2014, ISBN 978-3-86153-811-0.
- Die polnischen weiblichen Häftlinge von Ravensbrück als Verkörperung der Leiden Polens. in: Sabine Arend, Petra Frank (Hrsg.): Ravensbrück denken. Gedenk- und Erinnerungskultur im Spannungsfeld von Gegenwart und Zukunft. Festschrift zum Abschied von Insa Eschebach als Leiterin der Mahn- und Gedenkstätte Ravensbrück, Metropol Verlag, Berlin 2020, ISBN 978-3-86331-539-9.
- mit Meike Sophia Baader, Wiebke Hiemesch: Zwischen Zwang, Gefahr und Selbstbehauptung im Frauen-Konzentrationslager Ravensbrück. Zur räumlichen, generationalen und sozialen Ordnung im Block 20. In:  Michael Becker, Dennis Bock, Elissa Mailänder: Konzentrationslager als Gesellschaften. Reihe: Beiträge zur Geschichte des Nationalsozialismus; Bd. 38, Wallstein, 2023, ISBN 978-3-8353-5497-5. S. 73–96